# 南烏江南鰍
南烏江南鰍（學名：Schistura melarancia）為輻鰭魚綱鯉形目條鰍科南鰍屬的其中一種。分布於亞洲寮國北部烏南河流域，體長可達9.6公分，棲息在水流快速的河川底層水域，生活習性不明。

## 扩展阅读
維基物種上的相關：南烏江南鰍